# Léon Maës
 (mars 2025).
Ne doit pas être confondu avec Léon Maes.
Léon-César Henry Maës, dit Léon Maës, né le 19 février 1851 à Cassel (Nord) et mort le 8 novembre 1926 à Paris 13e,, est un journaliste, membre de la Commune de Paris puis militant socialiste. D'abord adhérent au Parti ouvrier français (POF) de Jules Guesde, il rallie le boulangisme en 1886 et devient successivement secrétaire de rédaction du journal L'Action fondé par Henri Michelin puis de La Cocarde de Georges de Labruyère et Maurice Barrès.

## Biographie
Né en 1851, Léon Maës naît dans une famille d'ouvriers et est, dès l'âge de treize ans, obligé de travailler pour aider ses parents. En 1870, à l'occasion de la guerre contre la Prusse, il s'enrôle dans le 63e bataillon de fédérés de la Garde nationale pour stopper l'invasion puis, refusant la défaite, rallie la Commune de Paris. Après la Semaine sanglante, il réussit à échapper aux Versaillais et se cache pour éviter la répression.

### Après la Commune
Une fois la répression terminée, Maës prend une une part active dans l'organisation du nouveau parti socialiste fondé par Jules Guesde : le Parti ouvrier français (POF). En effet, il devient secrétaire du Comité électoral du POF dans le 18e arrondissement de Paris lors des élections municipales de 1881. Après avoir complété son éducation, il devient, en 1882, rédacteur dans le journal Le Citoyen et la Bataille fondé par Prosper-Olivier Lissagaray. Après la disparition du journal en 1883 et une dispute avec Paul Lafargue, Lissagaray reprend la direction de "La Bataille", journal auquel Maës continue d'écrire. En 1885, il se présente comme candidat socialiste au sein de la "Coalition socialiste révolutionnaire" mais n'arrive pas à se faire élire.

### Ralliement au boulangisme
En 1886, Maës quitte La Bataille et devient, après les sollicitations du radical-socialiste Henri Michelin, le secrétaire de rédaction de son nouveau journal L'Action fondé le 19 novembre 1886 avec le socialiste Alphonse Humbert et considéré à bien des égards comme le premier journal boulangiste.